# UNU-MERIT
L’Université des Nations unies – Centre de recherche et de formation économique et sociale de Maastricht pour l’innovation et la technologie (en anglais « United Nations University – Maastricht Economic and Social Research Institute on Innovation and Technology » ; UNU-MERIT) est un institut de recherche et de formation issu de la collaboration entre l’université des Nations unies et l’université de Maastricht. Il est basé à Maastricht, dans le sud-est des Pays-Bas.
L’institut étudie les facteurs sociaux, politiques et économiques qui stimulent l’innovation technologique, avec un accent particulier sur la création, la diffusion et l’accès au savoir.

## Historique
Suite à l’intégration de la Maastricht Graduate School of Governance (MGSoG) en décembre 2010, l’institut couvre désormais tous les aspects de la gouvernance dans les organisations nationales et mondiales, de l’évaluation des risques à l’analyse, la conception et l’évaluation des politiques. Dans sa forme élargie, l’UNU-MERIT fonctionne comme un centre de recherche et une école d’études supérieures pour 108 doctorants, et comme un « groupe de réflexion des Nations unies » traitant d'un large éventail de questions politiques sur la science, l'innovation et la gouvernance.
L’institut est initialement situé dans un bâtiment historique du centre de Maastricht, près de la place principale de la ville — le Vrijthof —, jusqu’en août 2015. En septembre 2015, l’institut déménage dans de nouveaux locaux à Boschstraat, dans le nouveau quartier Sphinx. 

### Enquête générale sur Wikipédia
En janvier 2008, la Wikimedia Foundation annonce son intention de mener une enquête générale sur toutes les personnes contribuant à Wikipédia. Pour ce faire, elle embauche le groupe de créativité collaborative (Collaborative Creativity Group) de l’UNU-MERIT, qui publie les résultats préliminaires en avril 2009,. Bien qu’initialement destinée à identifier les raisons du déclin du nombre de contributeurs, l’étude a donné comme résultat inattendu une différence significative entre le nombre de contributeurs hommes (86,73 %) et de contributrices (12,64 %). Bien que ce résultat ait été définitivement établi pour la première fois avec l’enquête auprès des contributeurs de 2011, l’enquête UNU-MERIT est le premier signal du biais de genre sur Wikipédia.